# Социометрия
Социометрията е клон от социалната психология, имащ за предмет изучаването на спонтанните индивидуални отношения между членовете на дадена група. Социометрията, създадена и развита от Джейкъб Морено (1932), не е само метод за измерване на социалните явления, а по-точно „изучаване на моделите на спонтанните взаимоотношения на хората“. Тя е съвкупност от обективни методи, която се разполага между психологията и социологията. Социометрията използва различни социометрични тестове, предназначени за експлорация на афективната структура в определена група, които изследвания се онагледяват графично посредством социограма.